# Esteban Hernández
Esteban Hernández Jiménez (1965) es un escritor,  abogado, periodista y analista político español. Hernández, que trabaja como columnista y como jefe de la sección de opinión de El Confidencial, ha tratado en sus obras las tortuosidades de la economía capitalista contemporánea y la batalla ideológica que opera dentro de la sociedad actual.

## Obras
- — (2014). El fin de la clase media. Madrid: Clave Intelectual.[5]
- — (2015). Nosotros o el caos. Así es la derecha que viene. Deusto.[6]
- — (2016). Los límites del deseo. Instrucciones de uso del capitalismo del siglo XXI. Madrid: Clave Intelectual.[7][8]
- — (2018). El tiempo pervertido. Derecha e izquierda en el siglo XXI. Tres Cantos: Akal.[9]
- — (2022). El rencor de la clase media-alta y el fin de una era. FOCA. ISBN 9788416842810.
- — (2023). El corazón del presente. Mapa de una sociedad desconocida. Círculo de Tiza.